# Scherma ai Giochi della III Olimpiade - Spada individuale maschile
La spada individuale maschile dei Giochi della III Olimpiade si è svolta il 7 settembre 1904 presso il Physical Culture Gymnasium di Saint Louis.

## Risultato
| Pos.    | Atleta                | Nazione     |
| ------- | --------------------- | ----------- |
| Oro     | Ramón Fonst           | Cuba        |
| Argento | Charles Tatham        | Stati Uniti |
| Bronzo  | Albertson Van Zo Post | Stati Uniti |
| 4       | Gustav Casmir         | Germania    |
| 5       | Fitzhugh Townsend     | Stati Uniti |